# Psychonotis mayae
Psychonotis mayae är en fjärilsart som beskrevs av D'abrera 1971. Psychonotis mayae ingår i släktet Psychonotis och familjen juvelvingar. Inga underarter finns listade.